# Heinrich von der Lippe
Heinrich von der Lippe (* im 13. Jahrhundert; † nach 1333) war Dompropst in Minden, Domherr in Osnabrück und Domscholaster in Münster.

## Leben

### Herkunft und Familie
Heinrich von der Lippe wurde als Sohn des Simon I. zur Lippe und dessen Gemahlin Adelheid von Waldeck geboren und gehörte dem westfälischen Edelherrengeschlecht von Lippe an.
Seine Geschwister waren:
- Bernhard (1277–1341), Fürstbischof von Paderborn
- Hermann († 1324), Kleriker
- Diedrich († 1326), Ritter im Deutschen Orden
- Simon († 1334), Domherr in Münster, begraben im Kloster Marienfeld
- Bernhard V. (1290–1365), Herr von Lippe, ⚭ Richarda von der Mark (von Saffenberg)
- Adolf
- Mechthild († 1366), ⚭ Graf Johann II. von Bentheim († 1332)
- Adelheid (1298–1324), ⚭ Hermann II. von Everstein
- Otto (1300–1360), Herr von Lippe in Lemgo, ⚭ Irmgard von der Mark;
- Hedwig (1313–1369), ⚭ Adolf VII. von Holstein-Schauenburg (1297–1353)

### Wirken
Heinrich war von 1305 an Domherr und Dompropst in Minden. Papst Clemens V. verlieh ihm am 27. Dezember 1309 ein Domkanonikat in Osnabrück. Am 3. August 1316 findet er als Domherr zu Münster urkundliche Erwähnung. Hier wurde er im Jahre 1319 auch Domscholaster. Damit oblag ihm die Leitung der Domschule. Über seinen weiteren Lebensweg gibt die Quellenlage keinen Aufschluss.